# Жирновск
Жи́рновск — город (с 1958) в Волгоградской области России, административный центр Жирновского района и Жирновского городского поселения.
Население — 15 555 чел. (2021)

## География
Самый северный город области. Расположен в южной части Приволжской возвышенности на обоих берегах реки Медведица (бассейн Дона), в 27 км к северу от железнодорожной станции Медведица, в 320 км к северу от Волгограда, недалеко от границы с Саратовской областью.

## История
Точная дата основания не установлена. Предположительно село Жирное основано в середине XVIII века. Точная причина такого названия неизвестна. Есть три версии:
- Земля на заливных местах в пойме реки давала большой урожай, она была жирной.
- Ранее село называлось Жерное. Местные мастера делали из тут же добываемых камней востребованные жернова для мельниц;
- Нефть выходила на поверхность, и по реке плыли жирные черные пятна нефти.

Первыми поселенцами были мордва и беглые русские из Сердобского уезда, в котором располагались поместья князя Куракина. Первые избы сначала строились с восточной стороны Жирного озера. Позднее поселенцы посчитали более удобным местом для хозяйственной деятельности и проживания территорию в 5 верстах севернее по реке Медведице. Село относилось к Нижне-Добринской волости Камышинского уезда Саратовской губернии.
К 1862 году в селе насчитывалось 235 дворов, в которых проживало 748 душ мужского пола и 770 — женского. Все жители считали себя великороссами, православного вероисповедания, и некоторая часть из них старообрядческого толка. В селе были одна церковь, овчарня и одна мельница.
С 25 января 1935 года село Жирное входило в состав Лемешкинского района Сталинградского края (Сталинградской области с 5 декабря 1936 года). В годы коллективизации организован колхоз «Комсомолец». Колхоз был малодоходным. В 1930-е население села постепенно сокращалось. Новым толчком в развитии населённого пункта стало открытие нефтяного месторождения. В 1949 году на окраине села Жирное пробурена первая нефтяная скважина.
8 мая 1950 года село Жирное и Жирновский сельсовет были переданы в состав Медведицкого района.
3 июня 1954 года село Жирное преобразовано в посёлок городского типа Жирновский, в состав которого были включены село Куракино и посёлок Нефтяников.
8 января 1958 года посёлок городского типа Жирновский Медведицкого района преобразован в город районного подчинения с присвоением ему наименования город Жирновск. 14 августа 1959 года центр Медведицкого района из рабочего посёлка Линёво был перенесён в город Жирновск и район переименовали в Жирновский

## Население
| 1897 | 1911 |
| ---- | ---- |
| 1807 | 1811 |

| 1862    | 1886    | 1890    | 1935    | 1937    | 1938    | 1959    | 1970    | 1979    | 1989    | 1996    | 1998    |
| ------- | ------- | ------- | ------- | ------- | ------- | ------- | ------- | ------- | ------- | ------- | ------- |
| 1518    | ↗1667   | ↗1853   | ↘1499   | ↘1245   | ↘1093   | ↗9852   | ↗14 656 | ↗15 681 | ↗16 792 | ↗19 000 | ↗19 200 |
| 2000    | 2001    | 2002    | 2005    | 2006    | 2007    | 2008    | 2009    | 2010    | 2011    | 2012    | 2013    |
| ↘19 100 | ↘19 000 | ↘17 751 | ↘17 200 | ↘16 900 | ↘16 700 | ↘16 500 | ↘16 281 | ↗16 872 | ↗16 900 | ↘16 681 | ↘16 569 |
| 2014    | 2015    | 2016    | 2017    | 2018    | 2019    | 2020    | 2021    |         |         |         |         |
| ↘16 414 | ↘16 247 | ↘16 060 | ↘15 872 | ↘15 680 | ↘15 516 | ↘15 475 | ↗15 555 |         |         |         |         |

На 1 января 2025 года по численности населения город находился на 770-м месте из 1124 городов Российской Федерации.

## Промышленность
Промышленность представляют транспортная компания ООО «ТРАНЗИТ», ЗАО «Нижневолжское Управление технологического транспорта» транспортной компании ЗАО «Спецнефтетранс», ЦДНГ «Жирновский» ТПП «Волгограднефтегаз» ООО «РИТЭК» НК «ЛУКОЙЛ», ООО «Северстрой» (в прошлом тампонажный цех Жирновского УБР).
Хлебозавод, пищекомбинат, асфальтобитумный завод, 2 цеха завода «Радар» канули в лету.
До прихода в регион компании «Лукойл» Жирновск был центром добычи нефти в области с градообразующим предприятием — Жирновским НГДУ ПО «Нижневолжскнефть», впоследствии ушедшим в историю в результате многочисленных реорганизаций предприятия.
Ещё одно из главных, градообразующих предприятий — Нижневолжский филиал буровой компании «Евразия» в 2014 году перебазирован в Самарскую область, затем в Пермскую, оставив в Жирновске лишь БПО.

## Экономика
Благодаря добыче нефти город относительно благоустроен, а жители его отличаются чуть более высоким уровнем жизни по сравнению со многими другими районными центрами Волгоградской области за счет большого числа жителей, работающих вахтовым методом на нефтегазовых месторождениях в Сибири. В городе работают магазин сети «Пятерочка», четыре магазина федеральной сети «Магнит», магазины компьютерной техники «Сигма-С», «Точка», Ситилинк и другие. Информационное пространство в Жирновске представлено газетой «Жирновские новости», информационным агентством «Вилган», которое включает в себя информационную газету «Жирновские объявления» и радио «Вилган», новостным интернет-порталом «Жирновск. Нефтеград в излучине Медведицы», радиостанцией Жирновск-FM.

## Достопримечательности

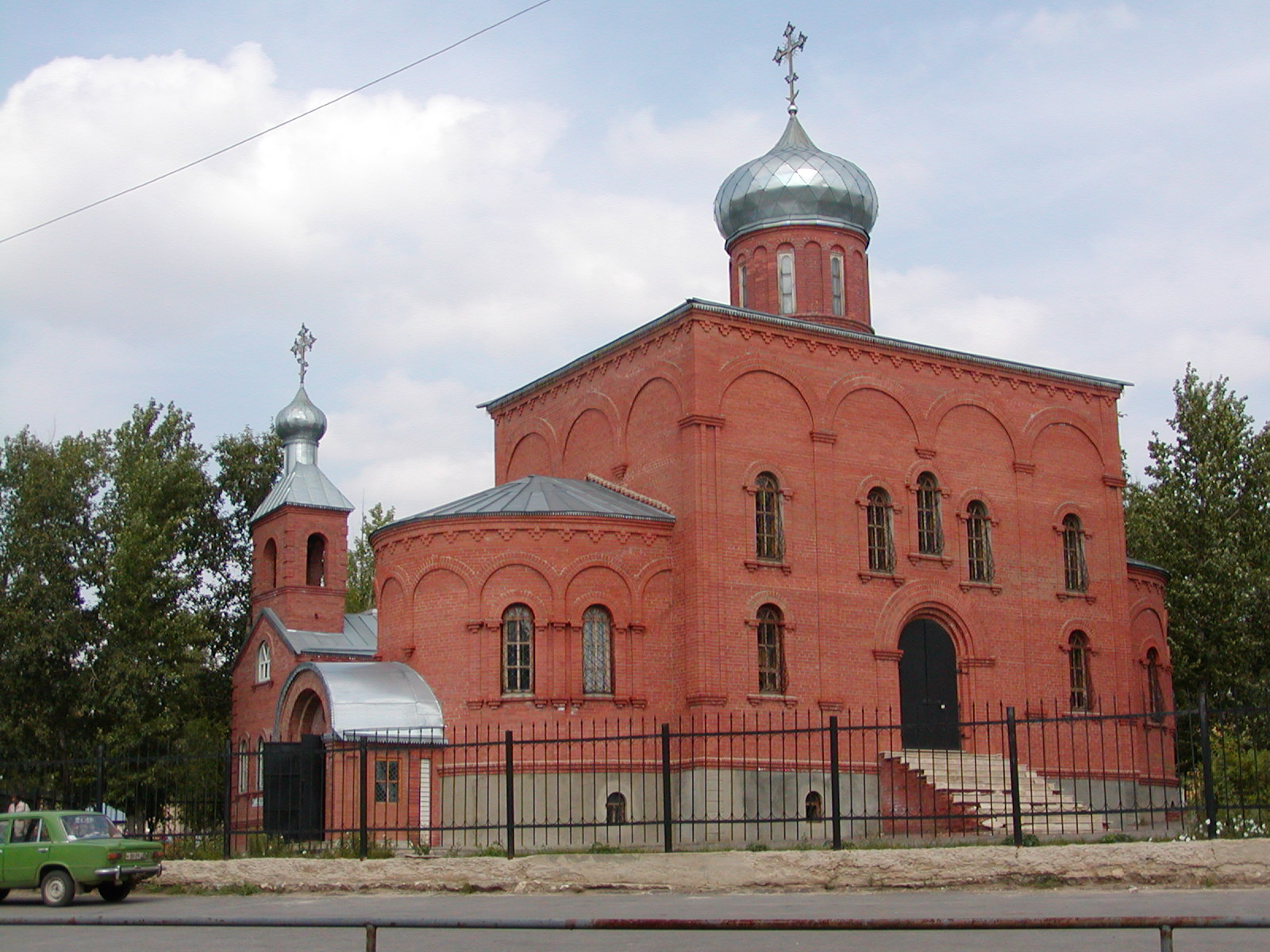
Храм Св. Духа-Утешителя

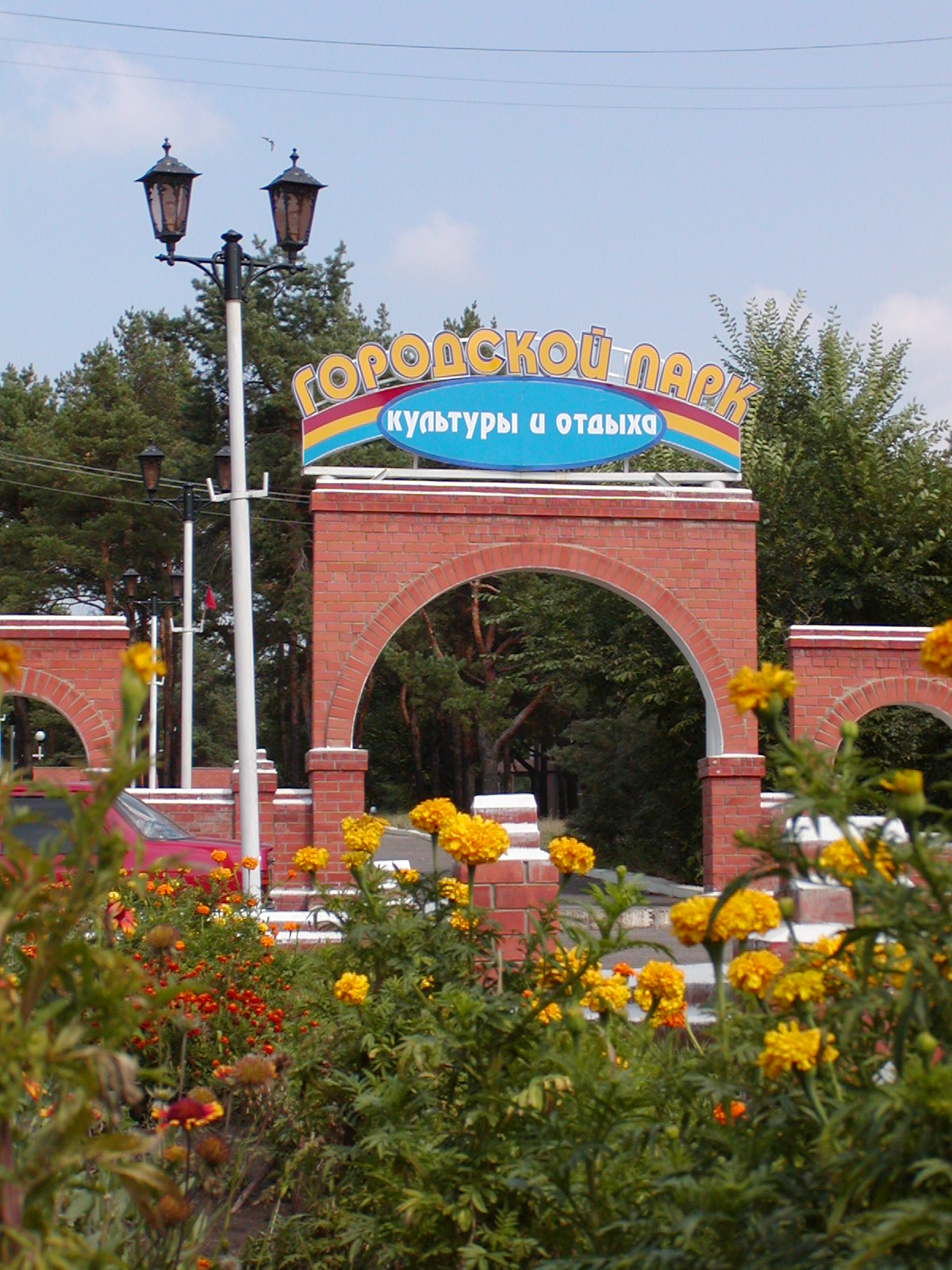
Парк культуры и отдыха

Синяя гора
- Храм Святого Духа-Утешителя. zhirnoe.ru. Дата обращения: 28 октября 2020.
- Жирновский районный дом культуры
- Парк культуры и отдыха. zhirnoe.ru. Дата обращения: 28 октября 2020.
- Комсомольский парк. zhirnoe.ru. Дата обращения: 28 октября 2020.
- Памятник воинам-землякам
- Парк 40-летия Победы. zhirnoe.ru. Дата обращения: 28 октября 2020.
- Поклонный православный Крест на Телевышке
- Урочище Синяя гора
- Памятник В. И. Ленину (Возле РДК)
- Сквер Нефтяников
- Памятник воинам- интернационалистам
- Памятник В. И. Ленину (В Парке культуры и отдыха)
- Памятник Нефтяникам. zhirnoe.ru. Дата обращения: 28 октября 2020. (в сквере Нефтяников)

## Социально-культурная сфера
В городе имеются: дом-интернат для престарелых и лиц с ограниченными возможностями здоровья, больничный городок, имеется АвиаЖ/Д касса.

### Образование
Детские сады
- Детский сад № 2 «Тополек» г. Жирновска
- Детский сад № 8 «Семицветик» г. Жирновска
- Детский сад № 9 «Золотой ключик» г. Жирновска

Школы
- Средняя школа № 1 г. Жирновск
- Средняя школа № 2 г. Жирновск
- Средняя школа с углубленным изучением отдельных предметов/ (образована посредством соединения Средней школы № 3 г. Жирновск и Средней школы № 4 г. Жирновск)
- Вечерняя (сменная) общеобразовательная школа

Средние специальные учебные заведения
- Педагогический колледж
- Нефтяной техникум
- Учебный центр «Академик»

Дополнительное образование
- Школа искусств
- Центр детского творчества. zhirnoe.ru. Дата обращения: 28 октября 2020.

### Культура
Жирновский районный дом культуры
В 1959 году построен Дворец культуры «Нефтяник», первый в области.
По итогам работы в 2006 году он был признан лучшим в смотре-конкурсе «Клуб года Волгоградской области». В 2014 переименовывают в МБУ «Жирновский РДК» (Районный Дом Культуры). В Доме Культуры с 2019 года располагается кинотеатр.
Всего в Доме культуры работает 57 формирований, в них участников 987 человек, более 40 специалистов занимаются культурно—досуговой работой. 
Также имеются стадион, ФОК, библиотеки, историко-краеведческий музей.

## Религия
- Храм Святого Духа Утешителя (Жирновск)|Храм Святого Духа Утешителя http://j-hramsvetduha.okis.ru
- Церковь Адвентистов седьмого дня (г. Жирновск)